# 尾幌車站
尾幌車站（日语：／ Oboro eki */?）是位於北海道厚岸郡厚岸町尾幌的北海道旅客鐵道（JR北海道）根室本線（花咲線）的鐵路車站。電報略號為オホ。
車站的名稱來自阿伊努語的「o-poro-pet」（大河口的河流）。

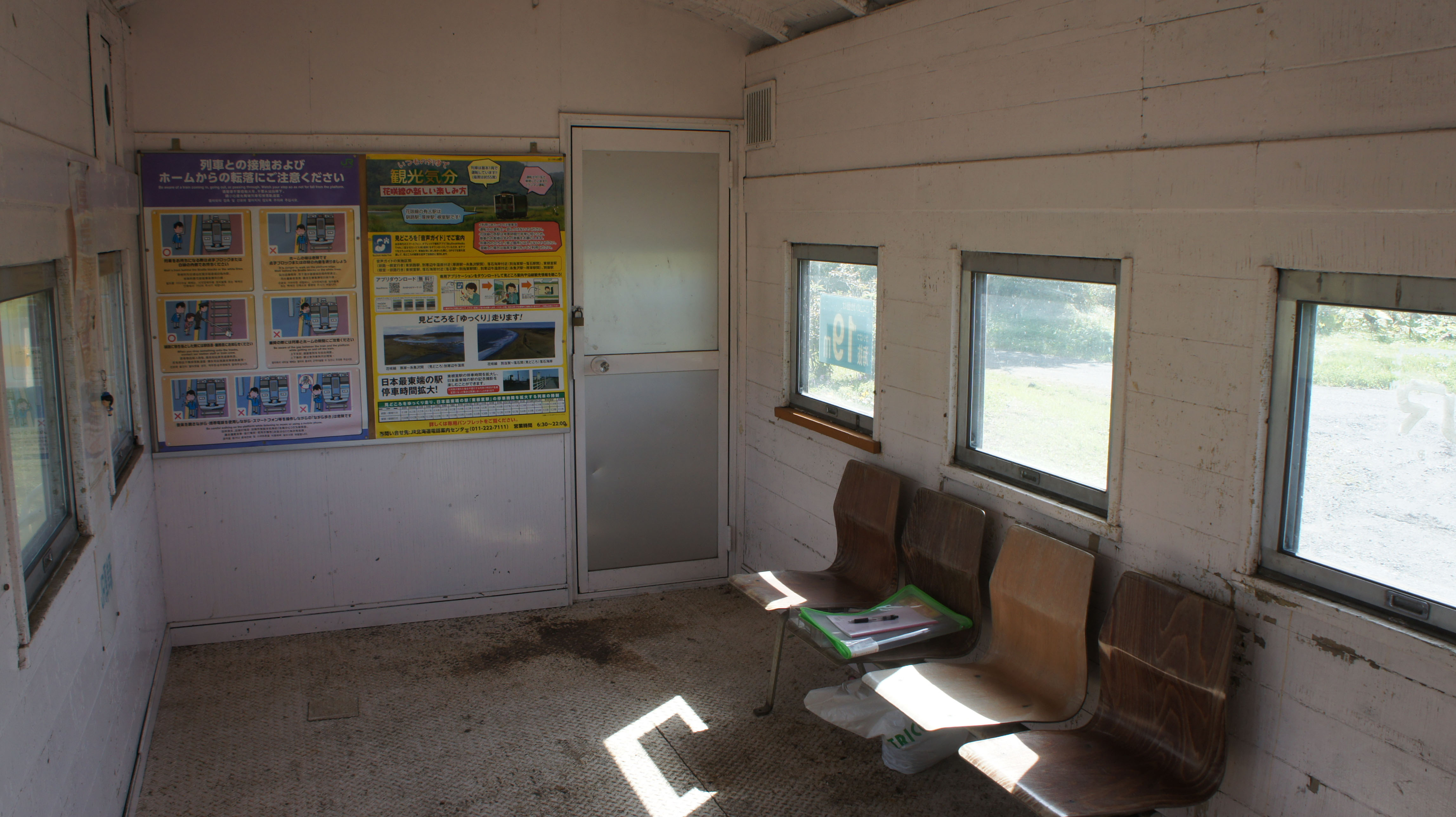
車站內部(2018年9月)

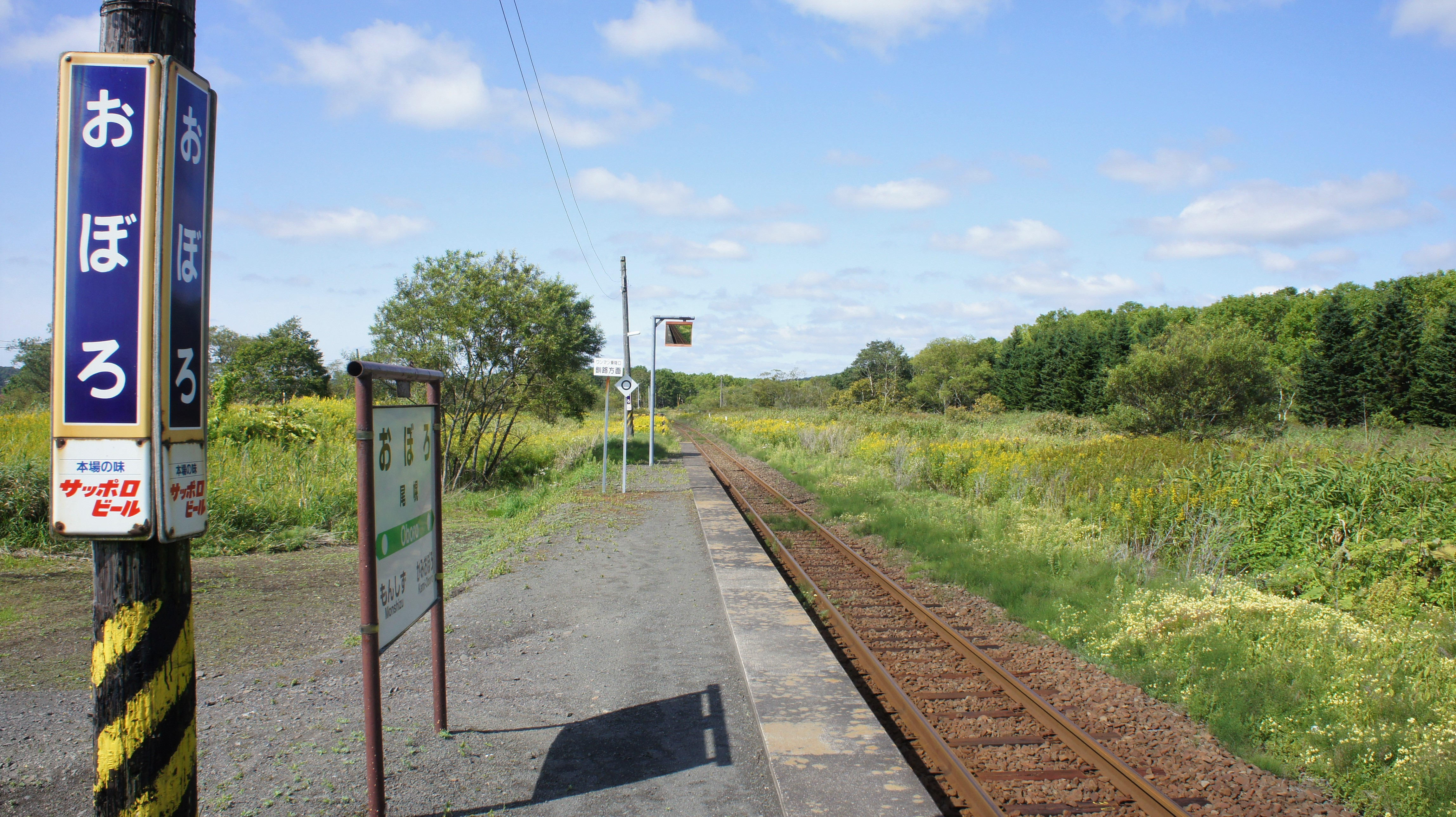
月台(2018年9月)

## 歷史
- 1917年（大正6年）12月1日 - 以國有鐵道車站開始營業。為一般車站。
- 1953年（昭和28年）1月11日 - 車站大樓改建。
- 1971年（昭和46年）10月2日 - 廢除貨物處理。
- 1984年（昭和59年）
  - 2月1日 - 廢除行李處理。
  - 3月1日 - 車站無人化。
- 1987年（昭和62年）4月1日 - 國鐵分割民營化後，由JR北海道繼承。

## 車站構造
本站為1面1線、側式月台的地面車站。車站由車長列車改建，為無人車站。

## 車站周邊
車站前為可以容納數輛列車的空地，而車站亦遠離國道等主要幹道。位於尾幌的聚落。
- 國道44號
- 厚岸警察署尾幌派出所
- 尾幌郵政局（併設日本郵政釧路分店尾幌配送中心）
- 釧路太田農業協同組合（JA釧路太田）尾幌分所
- 釧路巴士「尾幌車站」車站

## 相鄰車站
北海道旅客鐵道（JR北海道）
根室本線（花咲線）
快速「花咲」、快速「納沙布」
通過
普通
上尾幌－尾幌－門靜

## 外部連結
- （日語）JR北海道 – 尾幌車站 （页面存档备份，存于）
- （日語）全驛參觀之旅 （页面存档备份，存于）